# Лодзь-Фабричная
Лодзь-Фабричная (пол. Łódź Fabryczna) — крупнейший и самый современный железнодорожный вокзал в городе Лодзь, Польша. Первоначально он был построен по инициативе промышленника Кароля Шайблера в 1865 году. В старой польской классификации вокзалов имел категорию B.
Станция находится в центре города Лодзь. Поезда отправляются через Колюшки до станций Варшава-Восточная, Краков-Главный, Радом, Ченстохова и Томашув-Мазовецкий. Вокзал был закрыт 16 октября 2011 года в рамках масштабной перепланировки, предусматривавшей строительства нового железнодорожного вокзала и транспортной развязки. Открыт вновь 11 декабря 2016 года.

## История

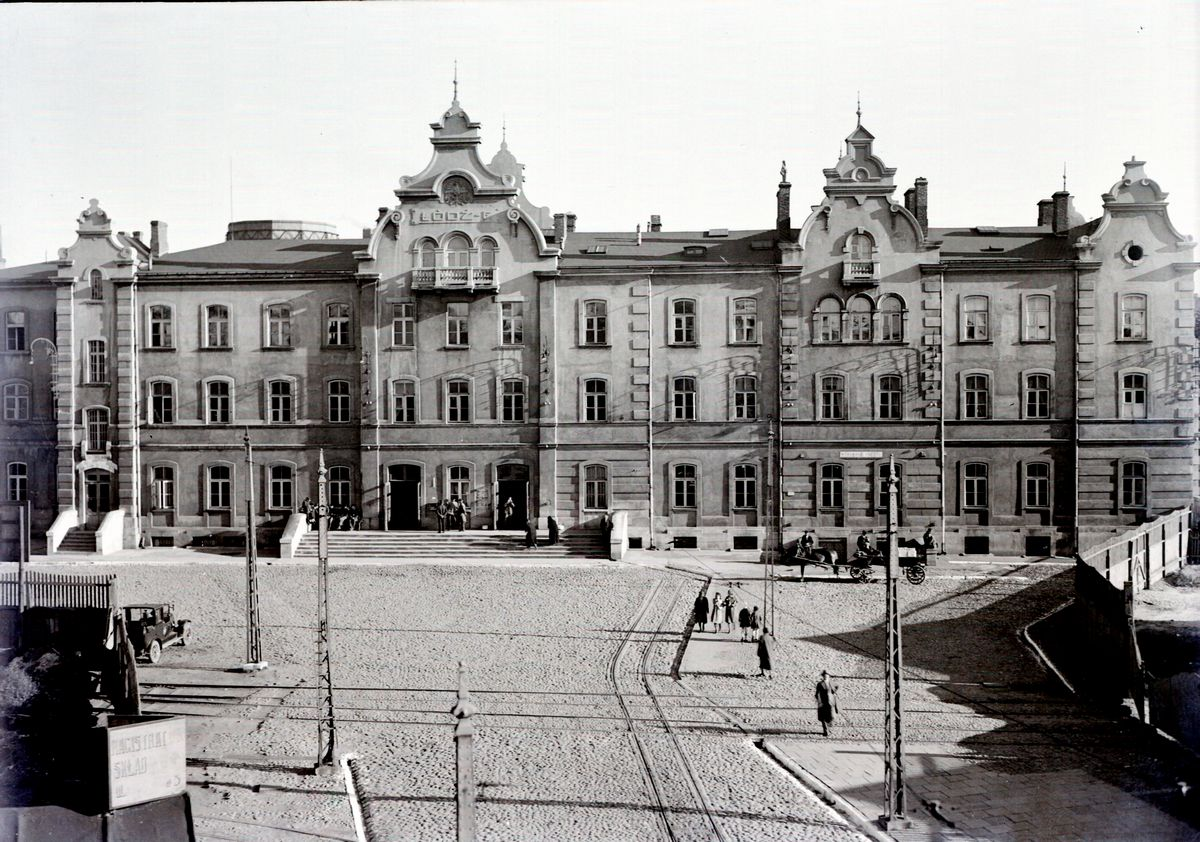
Старое здание, спроектированное Адольфом Шиммельпфеннигом. Фотография 1930 года.

Строительство железнодорожной линии Лодзь — Колюшки начались 1 сентября 1865 года после получения разрешения от царя Александра II. Новая линия связана Лодзь с Варшаво-Венской железной дорогой, которая была закончена в 1848 году. Рельсы прокладывались одновременно из Лодзи и из Колюшек. 18 ноября 1865 года линия была открыта для грузовых перевозок. Пассажирские перевозки начались в июне следующего года.
Изначально вокзал располагался западнее, на месте нынешнего Дома культуры. Трасса тянулось почти до улица Сенкевича. В 1868 году был построен новый вокзал по проекту Варшавского архитектора Адольфа Шиммельпфеннига. Станция была расширена в 1930 году. В июне 2012 года вокзал был снесен, чтобы освободить место для строительства новой подземной станции.

## Реконструкция
Проект модернизации линии Лодзь — Варшава предусматривал строительство новой станции ниже уровня земли, к северу от территории бывшего вокзала Лодзь-Фабричная. Рампа, ведущая в новый тоннель, начинается сразу после станции Лодзь-Видзев, а сам тоннель начинается рядом с остановочным пунктом Лодзь-Нитярняна. Изначально планировалось изменить название станции на Лодзь-Центральный, но в итоге было решено сохранить старое название, поскольку оно слишком сильно ассоциируется с существующей станцией.
Станция первоначально проектировалась для обслуживания новых скоростных поездов. Они должны были ходить по новой скоростной линии Y, которая должна была связать Варшаву через Лодзь и Калиш с Вроцлавом и Познанью. Однако в связи с высокой стоимостью проекта строительство линии было отложено на неопределённый срок.
Перемещение станции Лодзь-Фабричная под землю позволило освободить территорию под застройку недалеко от центра города. Предусматривается строительство современного транспортно-пересадочного узла между поездами, автобусами и трамваями. Железнодорожную линию планируется продлить через туннель под городом до станции Лодзь-Калиская.